# Aleuroclava martini
Aleuroclava martini là một loài côn trùng cánh nửa trong họ Aleyrodidae, phân họ Aleyrodinae.
Aleuroclava martini được Dubey & Sundararaj miêu tả khoa học đầu tiên năm 2005.